# دونالد ماكنزي كاميرون
دونالد ماكنزي كاميرون هو سياسي كندي، ولد في 11 نوفمبر 1843، وتوفي في 1920. حزبياً، نشط في الحزب الليبرالي الكندي. وقد انتخب عضو مجلس العموم الكندي.